# Mauer-Gipskraut
Das Mauer-Gipskraut (Psammophiliella muralis (L.) Ikonn., Syn.: Gypsophila muralis L.), auch Acker-Gipskraut genannt, ist die einzige Art der Pflanzengattung Psammophiliella innerhalb Familie der Nelkengewächse (Caryophyllaceae).

## Beschreibung

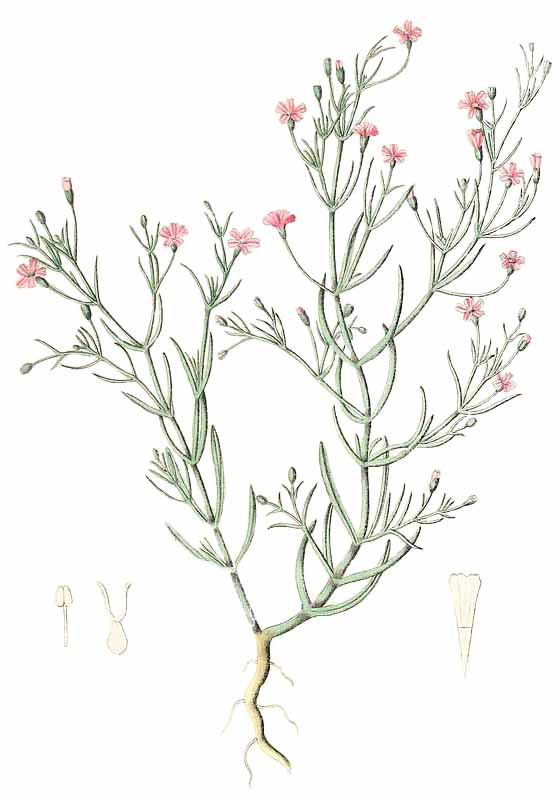
Illustration aus Flora regni Borussici, Volume 3, Tafel 215

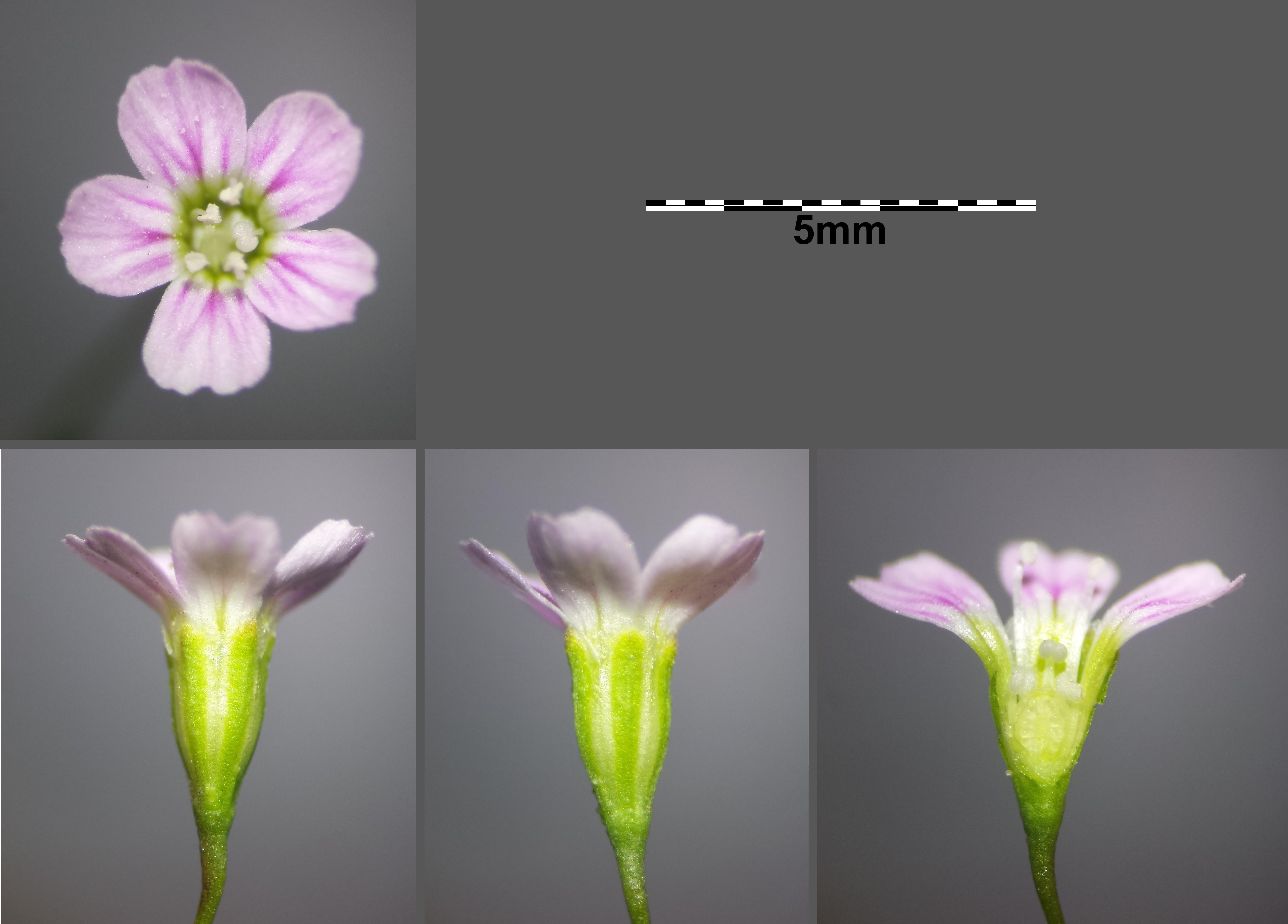
Details der Blüte

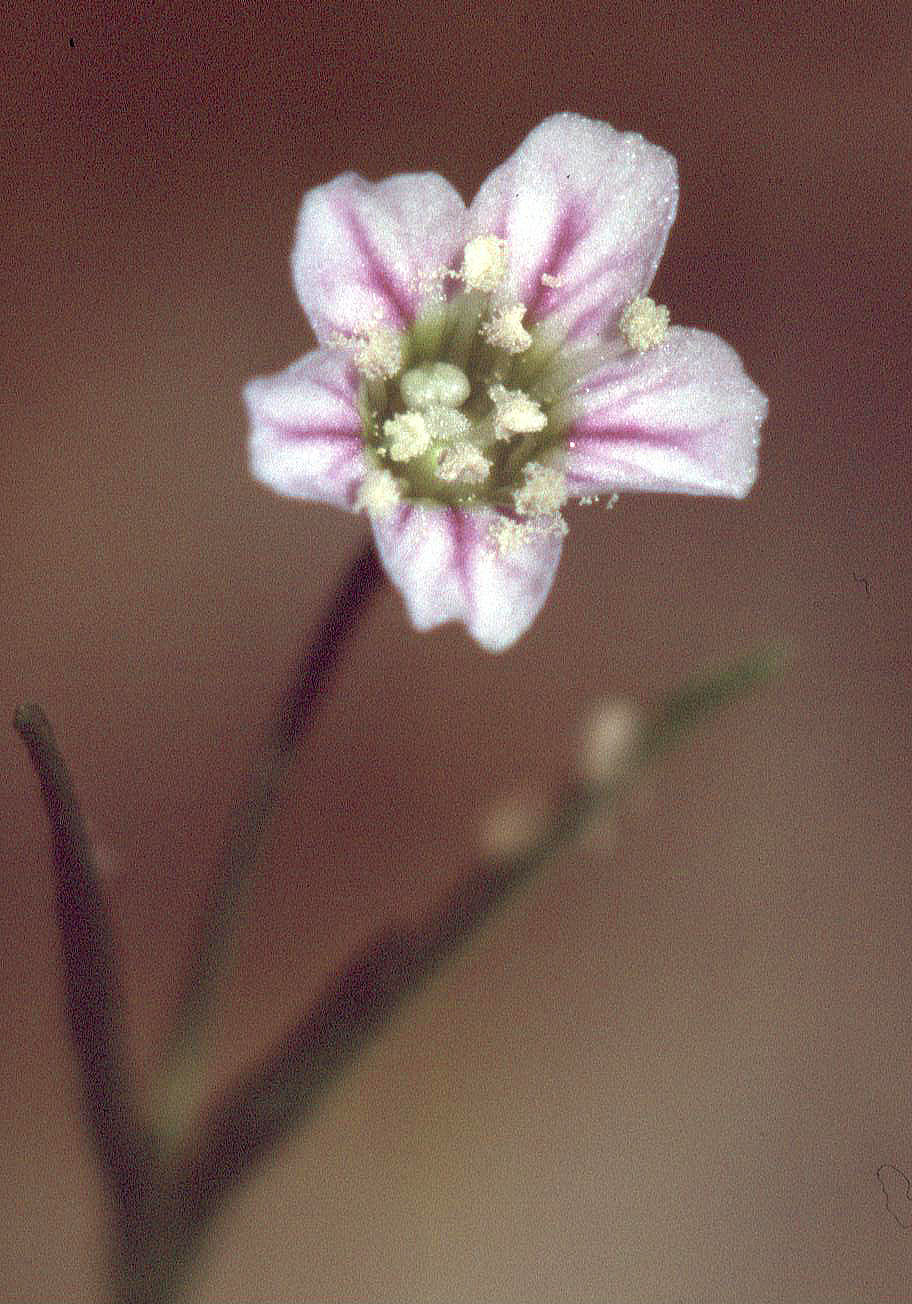
Radiärsymmetrische, fünfzählige Blüte

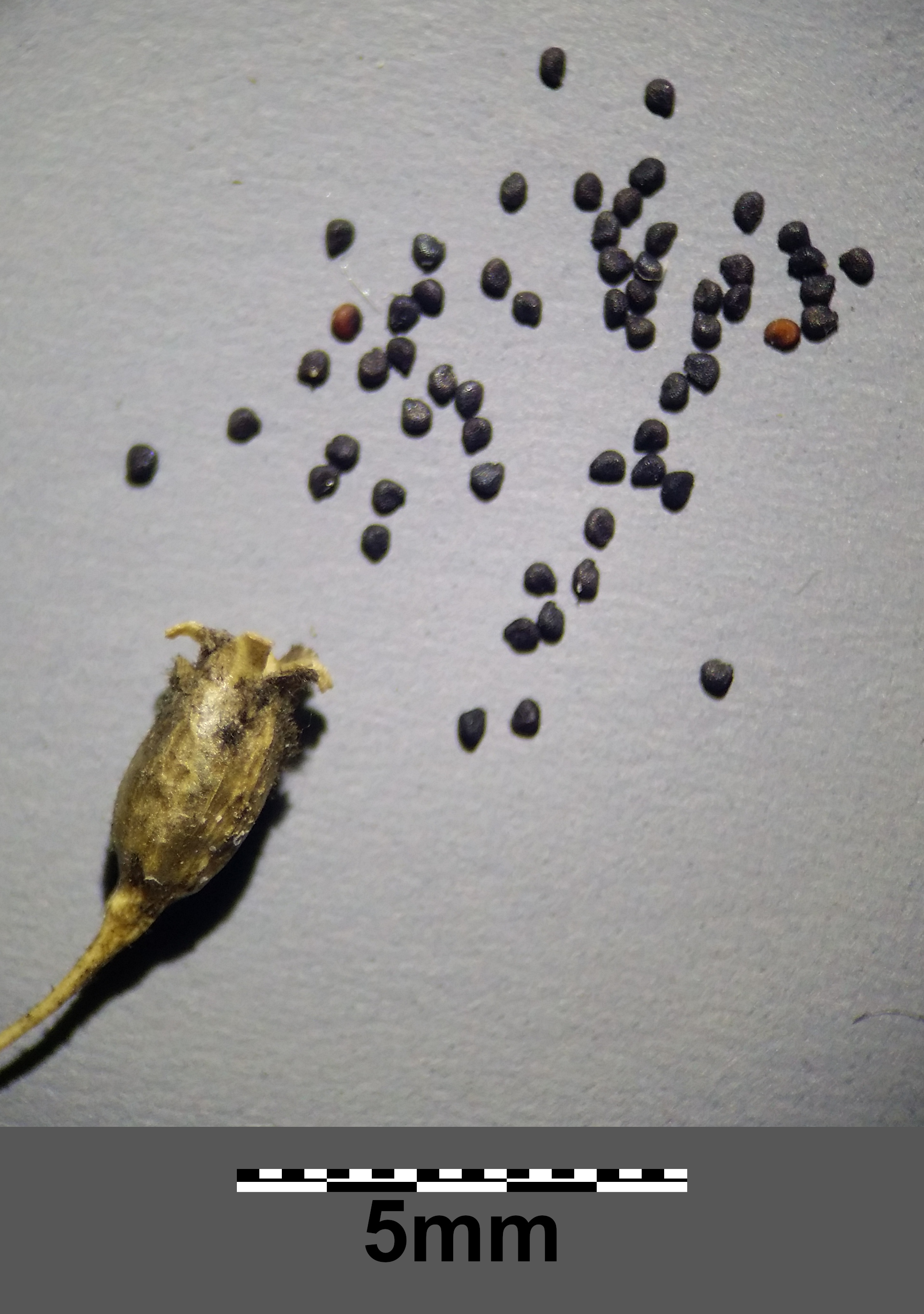
Frucht und Samen

### Vegetative Merkmale
Das Mauer-Gipskraut wächst als einjährige krautige Pflanze und erreicht Wuchshöhen von 5 bis 25 Zentimetern. Der Stängel ist meist aufrecht und von Grund an gabelästig. Er ist am Grund kurzhaarig, ansonsten kahl. Die gegenständig angeordneten Laubblätter sind mehr oder weniger linealisch.

### Generative Merkmale
Die Blütezeit reicht von Juni bis Oktober.
Die zwittrigen Blüten sind radiärsymmetrisch und fünfzählig mit doppelter Blütenhülle. Die Kelchblätter sind etwa halb so lang wie die Kronblätter. Die fünf durch trockenhäutige Streifen miteinander verbundenen Kelchblätter sind 3 bis 4 Millimeter lang und weisen keine erhabene Längsrippen auf. Die fünf freien Kronblätter sind 6 bis 8 Millimeter lang, im oberen Bereich meist gekerbt oder etwas ausgerandet und sind hellpurpur- oder rosafarbenen mit dunkleren Adern. Es sind zwei Griffel vorhanden.
Die Kapselfrucht öffnet sich vierzähnig. Die Samen sind nierenförmig.
Die Chromosomengrundzahl beträgt x = 17; es liegt Diploidie vor mit einer Chromosomenzahl von 2n = 34.

## Verwechslungsmöglichkeit
Von der ähnlichen Steinbrech-Felsennelke (Petrorhagia saxifraga) unterscheidet sich das Mauer-Gipskraut durch das Fehlen der schuppenförmigen Hochblätter am Grunde des Kelchs. Auf diesen Unterschied hat schon Carl von Linné 1753 in der Erstveröffentlichung von Gypsophila muralis L. in seinem Werk Species Plantarum, Tomus I, Seite 408 hingewiesen.

## Vorkommen

### Allgemeine Verbreitung
Das Mauer-Gipskraut ist ein eurasisches Florenelement. Es ist in Eurasien weitverbreitet. Es kommt in Europa von Südskandinavien bis Südeuropa vor und in Asien von Kleinasien über den Kaukasusraum und Sibirien bis China. Es gibt Fundortangaben für Deutschland, Österreich, die Schweiz, Italien, die Niederlande, Belgien, Frankreich, Polen, Tschechien, die Slowakei, Ungarn, Bulgarien, Rumänien, Spanien, Finnland, Schweden, die Baltischen Staaten, Belarus, die Ukraine, die Krim, das ehemalige Jugoslawien, Griechenland, den europäischen Teil der Türkei, Russland, Transkaukasien, Kasachstan, Kirgisistan und China.
In Österreich kommt das Mauer-Gipskraut in der collinen Höhenstufe zerstreut bis selten vor. In der Schweiz ist es nur stellenweise zu finden.

### Verbreitung in Deutschland
Das Mauer-Gipskraut ist im nördlichen Teil Deutschlands sehr selten und über große Bereiche fehlend. Im mittleren und südlichen Teil Deutschlands kommt es selten bis sehr zerstreut vor.

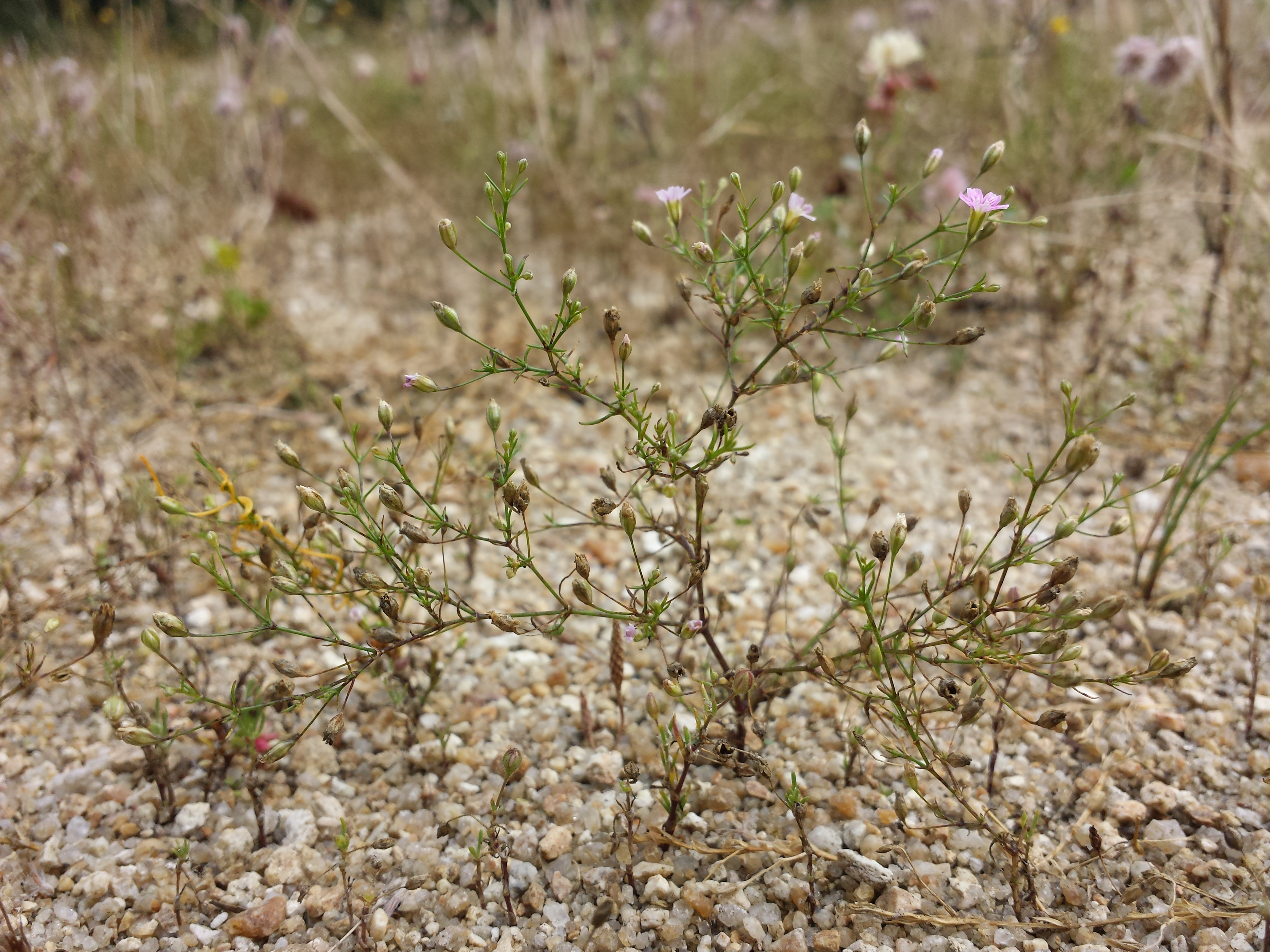
Habitus

### Standortansprüche und Vergesellschaftung
Das Mauer-Gipskraut wächst in Mitteleuropa in Ackerrinnen, auf Brachen, an Ufern, Gräben oder nassen Wegen. Das Mauer-Gipskraut gedeiht am besten auf feuchten oder zeitweise vernässten, mehr oder weniger nährstoffreichen, meist kalkfreien, meist sandigen Lehm- und Tonböden. Es ist ein Vernässungszeiger und etwas wärmeliebend.
Die ökologischen Zeigerwerte nach Landolt et al. 2010 sind in der Schweiz: Feuchtezahl F = 3+w+ (feucht aber stark wechselnd), Lichtzahl L = 4 (hell), Reaktionszahl R = 2 (sauer), Temperaturzahl T = 4 (kollin), Nährstoffzahl N = 3 (mäßig nährstoffarm bis mäßig nährstoffreich), Kontinentalitätszahl K = 4 (subkontinental), Salztoleranz 1 (tolerant).
Es ist in Mitteleuropa pflanzensoziologisch eine Charakterart der Ordnung Cyperetalia fusci und kommt besonders in Pflanzengesellschaften des Unterverbands Juncenion bufonii vor.

### Artenschutz
Das Mauer-Gipskraut wurde in der Roten Liste der gefährdeten Pflanzenarten 2018 nach Metzing et al. in die Kategorie 3 gestellt, gilt also als „gefährdet“. In der Schweiz gilt das Mauer-Gipskraut als „stark gefährdet“.
Das Mauer-Gipskraut sollte wegen seiner Gefährdung und Seltenheit nicht gesammelt werden.

## Systematik
Die Erstveröffentlichung erfolgte 1753 unter dem Namen (Basionym) Gypsophila muralis L. durch Carl von Linné in Species Plantarum, Tomus I, Seite 408. Das Artepitheton muralis gedeutet „Mauer“. Die zu Psammophiliella muralis (L.) Ikonn. wurde 1976 durch Sergei Sergejewitsch Ikonnikow in Novosti Sistematiki Vysshchikh Rastenii, Volume 13, Seite 116 veröffentlicht.
Psammophiliella muralis ist die einzige Art der Gattung Psammophiliella innerhalb Familie der Nelkengewächse (Caryophyllaceae). Die Gattung Psammophiliella Ikonn. wurde 1976 durch Sergei Sergeevich Ikonnikov in Novosti Sistematiki Vysshchikh Rastenii, Volume 13, Seite 116 aufgestellt.
Synonyme für Psammophiliella muralis (L.) Ikonn. sind: Dichoglottis muralis (L.) Jaub. & Spach, Gypsophila agrestis Pers., Gypsophila arvensis Borkh. ex Steud., Gypsophila muralis L., Gypsophila purpurea Gilib., Gypsophila serotina Hayne, Gypsophila stepposa Klokov, Psammophila muralis (L.) Ikonn., Psammophila stepposa (Klokov) Ikonn., Psammophiliella stepposa (Klokov) Ikonn., Saponaria muralis (L.) Lam., Silene muralis (L.) E.H.L.Krause.